# Слов'янська колонізація Волго-Окського межиріччя

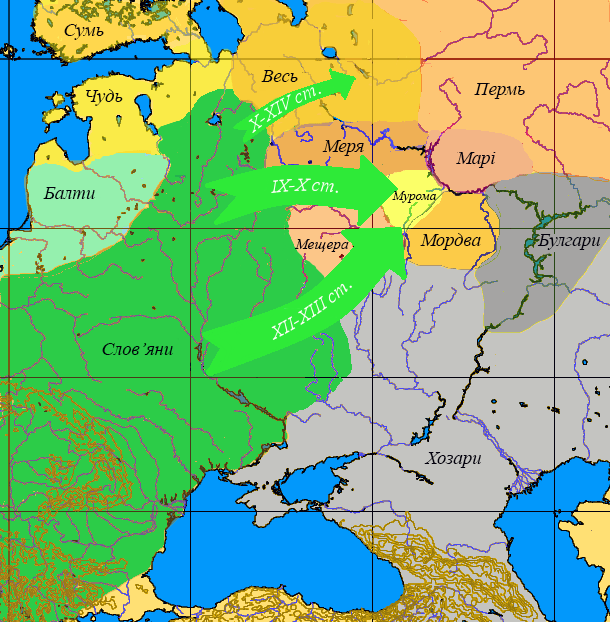
Основні хвилі слов'янської колонізації з початку IX сторіччя

 Слов'янська колонізація Волго-Окського межиріччя — процес заселення слов'янами балтських та фіно-угорських земель межиріччя Волги та Оки, що почався в IX столітті та продовжився кілька сторіч. Наслідком слов'янської колонізації, на думку деяких вчених, став початок формування в цьому регіоні великоруської народності, а в політичному вимірі — піднесення Владимиро-Суздальської землі серед удільних князівств Київської Русі.

## Природні умови
Історичне ядро Ростово-Суздальської землі знаходилося в природному регіоні Опілля, для якого характерні родючі темноколірні ґрунти (народна назва — «володимирські чорноземи») відкритого землеробського ландшафту. Заселення Опілля слов'янами протікало в умовах середньовічного кліматичного оптимуму X — XIII століть, протягом якого площа лісів ще більше зменшилася, а стабільна тепла температура дозволяла збирати рясні врожаї. Кліматичний оптимум Середньовіччя, який призвів до зростання чисельності землеробських народів і освоєння ними нових просторів, став каталізатором багатьох міграційних процесів в Європі, в тому числі і розселення німців на схід.

### Хронологія
Слов'янська колонізація характеризувалася декількома міграційними хвилями. Першою хвилею стало проникнення у Волго-Окське межиріччя слов'янських поселенців із землі кривичів в IX—X століттях, тоді як в північніші землі стали проникати ільменські словіни. Головними шляхами міграції служили річки. Ряд обставин зумовила привабливість Північно-Східної Київської Русі. Це був, з одного боку, вже згаданий середньовічний кліматичний оптимум, який створював в Суздальському Опіллі стабільну сільськогосподарську базу життєзабезпечення, а з іншого боку розвиток міжнародної торгівлі і високий попит на хутровину, що виснажилася в інших областях Русі та грала роль головного додаткового продукту і джерела накопичення багатств.
Плем'я в'ятичів, судячи з археологічних даних, в колонізації Суздальського опілля майже не брало участь. В'ятичі просунулися вниз по Оці в район Рязані, вишли на річку Проню, а також розселилися вгору по Москві-річці. На нижню Оку, в район Мурома, слов'янське населення проникло не із заходу, по Оці, а з півночі по Нерлі і Клязьмі, будучи таким чином переважно кривицьким.
Другою і значно потужнішою хвилею стала міграція в Ростово-суздальську землю руського населення, що припала на XII–XIII століття. До вищезгаданих причин додалися процеси, що мають загальне значення для занепаду Південної Русі:
- розпал феодальних усобиць за київський великокняжий престол
- регулярні набіги степових кочівників (до початку XIII століття в літописах відмічено 46 половецьких набігів на поднпіровські землі[4][6].
- згасання значної частини торгівлі по Дніпру внаслідок послаблення Царгорода і небезпеки проходу половецьких земель

У літописах також відмічена поява при Володимирі Мономаху «прямоїжджого шляху» з Руської землі в Залісся через раніше ледве прохідні брянські ліси. Це значно полегшило пряме сполучення Руської землі з Володимиро-Суздальською землею, яке раніше здійснювалося в обхід, по дніпровсько-волзькому шляху з волоком на Валдаї.
На відміну від слов'янської колонізації балтських земель верхнього Подніпров'я, що мала місце в VI–VIII століттях, історики відмічають у випадку з Волго-Окським межиріччям вже не лише стихійне, але й феодально організоване переселення. В умовах ранньофеодальної давньоруської державності колонізація, особливо під час південноруської міграційної хвилі, спиралася на укріплені міста і озброєні дружини. Одним з князів, що найбільш активно сприяли переселенню і засновували нові міста, був син Володимира Мономаха, ростово-суздальський князь Юрій Долгорукий.

### Перші згадки або заснування міст Північно-Східної Київської Русі

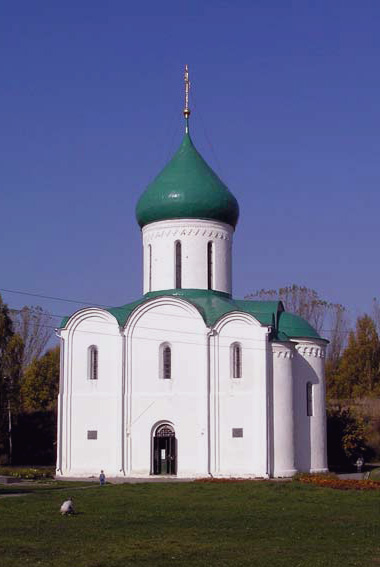
Спасо-Преображенський собор в Переславлі-Залєському

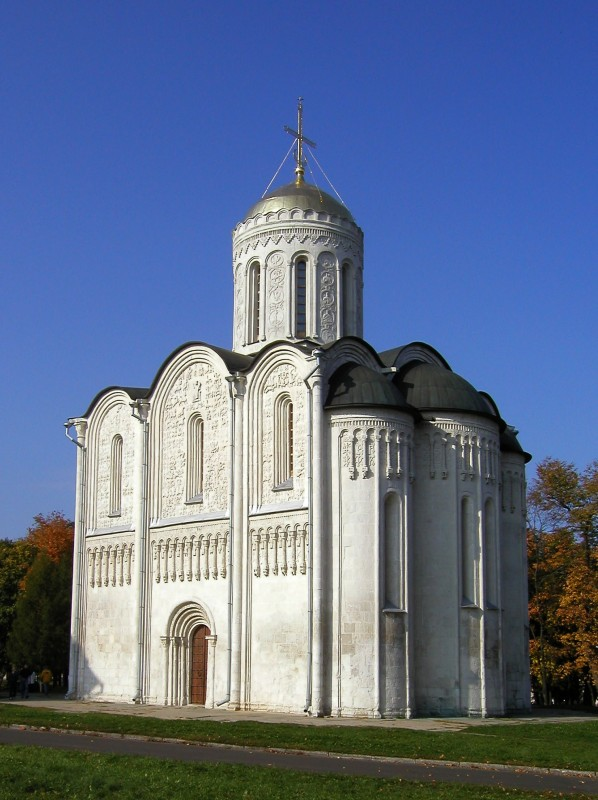
Дмитрівський собор у Володимирі-на-Клязьмі

- 862 рік: Ростов
- 862 рік: Білоозеро
- 862 рік: Муром
- 990 рік: Суздаль
- 1010 рік: Ярославль

- 1094 рік: Мстиславль
- 1095 рік: Переяславль-Рязанський
- 1096 рік: Стара Рязань
- 1108 рік: Володимир-на-Клязьмі
- 1131 рік: Пронськ
- 1134 рік: Кснятин
- 1135 рік: Волок Ламський
- 1139 рік: Ярополч-Заліський
- 1139 рік: Твер

- 1139 рік: Торжок
- 1146 рік: Зарайськ
- 1146 рік: Тула
- 1147 рік: Москва
- 1147 рік: Вологда
- 1147 рік: Углич
- 1152 рік: Звенигород
- 1152 рік: Переславль-Залеський
- 1152 рік: Юр'єв-Польський
- 1152 рік: Дмитров
- 1152 рік: Городець
- 1152 рік: Перемишль
- 1152 рік: Стародуб-на-Клязьмі
- 1152 рік: Кострома
- 1153 рік: Ростиславль
- 1155 рік: Білгород-Рязанський
- 1158 рік: Боголюбово
- 1158 рік: Гороховець
- 1159 рік: Галич
- 1177 рік: Коломна
- 1207 рік: Великий Устюг
- 1221 рік: Нижній Новгород

## Археологічні дані
За результатами археологічних досліджень, при яких завдяки новим методам стало можливе вивчення не лише міст, але і сіл, в Північно-східній Русі для другої половини X століття характерне інтенсивне зростання числа і розмірів сільських поселень, що досягло найвищого підйому в XII — першій половині XIII століть.
Села були зазвичай стабільними багатодвірними поселеннями з наземними зрубовими житловими будівлями й полями. Тут виплавляли залізо, робили знаряддя праці, побутові речі і прикраси із заліза, кольорових металів тощо. Створення мережі нових поселень супроводжувалося інтенсивним сільськогосподарським освоєнням навколишніх територій і формуванням землеробського ландшафту. У спектрах пилку в Суздальському опіллі починаючи з IX століття простежується поступове скорочення площ, зайнятих лісом, а відносно XII століття цей індикатор говорить про повну перебудову рослинного покриву — відкриті ландшафти стали переважаючими.
Багаті знахідки монет, прикрас, побутового інвентаря і зброї, що мають у тому числі іноземне (часто близькосхідне і грецьке) походження, вказують на чималий добробут сільського суспільства Північно-Східної Русі X—XIII століть і його залученість у торгівлю. Тоді як життєзабезпечення йшло, в основному, за рахунок сільського господарства, основним джерелом додаткового продукту і накопичення багатств був хутровий промисел. Це підтверджується археологічними даними, оскільки в остеологічних знахідках досліджених сіл широко представлені кістки хутрових тварин: бобра, білки, куниці тощо. Вони складають до 62 % усіх остеологічних знахідок. Дуже поширені знахідки наконечників стріл з тупим бойком, призначених для полювання на хутрового звіра без пошкодження його хутра. Можна, проте, говорити про відмінності в розвитку економічного укладу в Суздальському опіллі і в північніших регіонах. У Суздальскому опіллі хутровий промисел, за археологічними даними, втрачає своє значення до кінця XI — початку XII століття, тоді як у білозерському регіоні він простежується ще значно довше.

## Автохтонне населення
До приходу слов'ян землі Північно-Східної Київської Русі населяли різні угро-фінські племена, такі як меря, мурома, мещера, весь, чудь заволоцька та інші. Багато авторів, що займалися питаннями слов'янської колонізації Північно-Східної Русі, відмічали низьку густоту автохтонного угро-фінського населення при заселенні цих земель слов'янами. До їх числа належать такі дослідники, як О. А. Спицин, П. М. Третьяков, М. А. Макаров та інші. До причин нечисленности місцевих племен відносять нижчий рівень соціальної і матеріальної культури, зокрема ледве розвинене землеробство, тоді як традиційними формами життєзабезпечення були полювання і збиральництво, рибний лов і скотарство. Місцями зосередження автохтонного населення служили береги озер і річок, тоді як великі території, розташовані поза близькістю від водойм були практично безлюдними.
З іншого боку, масив слов'янського населення вже в XII столітті визнається досить численним. Таким чином, незважаючи на мирний характер колонізації і відсутність будь-яких військових дій, можна говорити про досить швидке чисельне переважання слов'янського елементу в Північно-Східній Русі. Це підтверджується й археологічними даними, за результатами яких в культурі сільських поселень, а також похоронних курганів Волго-Окського межиріччя досить слабо простежуються фінські традиції, дещо помітніші в найпівнічнішій частині Ростово-Суздальської землі. Припускається також, що в окремих випадках мав місце відтік угро-фінського населення на схід. З іншого боку можна відмітити велику роль чоловічого населення в процесі слов'янської колонізації, та слабку роль жіночого, що змушувало слов'янських поселенців одружуватися з представницями місцевих, як правило фіно-угорських, народів. 

## Роль в науково-політичному дискурсі Новітнього часу
Факт існування угро-фінського населення на землях Північно-східної Київської Русі до приходу слов'ян використовувався на різних етапах історії окремими публіцистами як доказ «неслов'янського» походження великоруської народності. Одним з перших, хто сформулював ідею «туранського» походження «московітів», був поляк Францішек Духінський, який виступав в XIX столітті за відновлення Речі Посполитої в старих межах як форпост Європи проти азійського впливу.
Сучасні російські генетики підтверджують факт значного вмісту фіно-угорських генів у сучасних росіян. На думку сучасної російської генетики, російська нація утворилася змішуванням фіно-угорських і слов'янських етносів в приблизно рівних кількостях. При цьому фіно-угорський етнос був автохтонним (корінним), а слов'янський колонізаторським (прийшлим) з території сучасних України і Білорусі.
Слід зазначити, що у слов'янській колонізації території сучасної Росії брали участь переважно чоловіки, які вступали у стосунки з місцевими жінками (як правило фіно-угорського походження), інакше вони не могли би продовжити свій рід.